# Bertha-von-Suttner-Gymnasium (Wien)

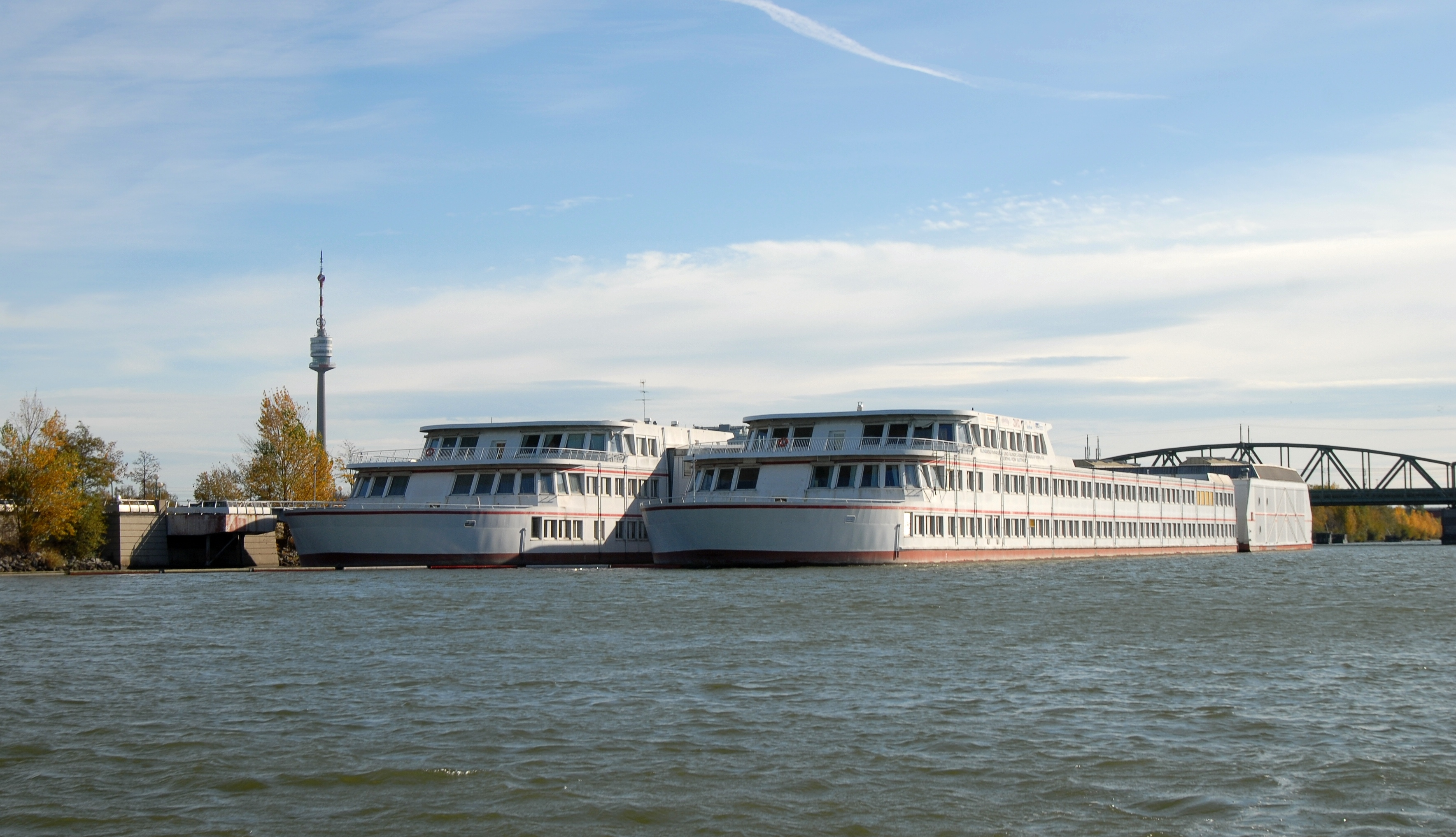
Das Schulschiff, im Hintergrund der Donauturm

Das Bertha-von-Suttner-Gymnasium ist ein Gymnasium in Wien auf zwei aneinandergekoppelten Schiffen am linken Ufer der Donau. Es liegt an der Donauinsel zwischen Floridsdorfer- und Nordbahnbrücke. Umgangssprachlich wird es oft als Schulschiff bezeichnet. Der Name der Schule und des Schiffs bezieht sich auf die österreichische Schriftstellerin Bertha von Suttner.

## Geschichte

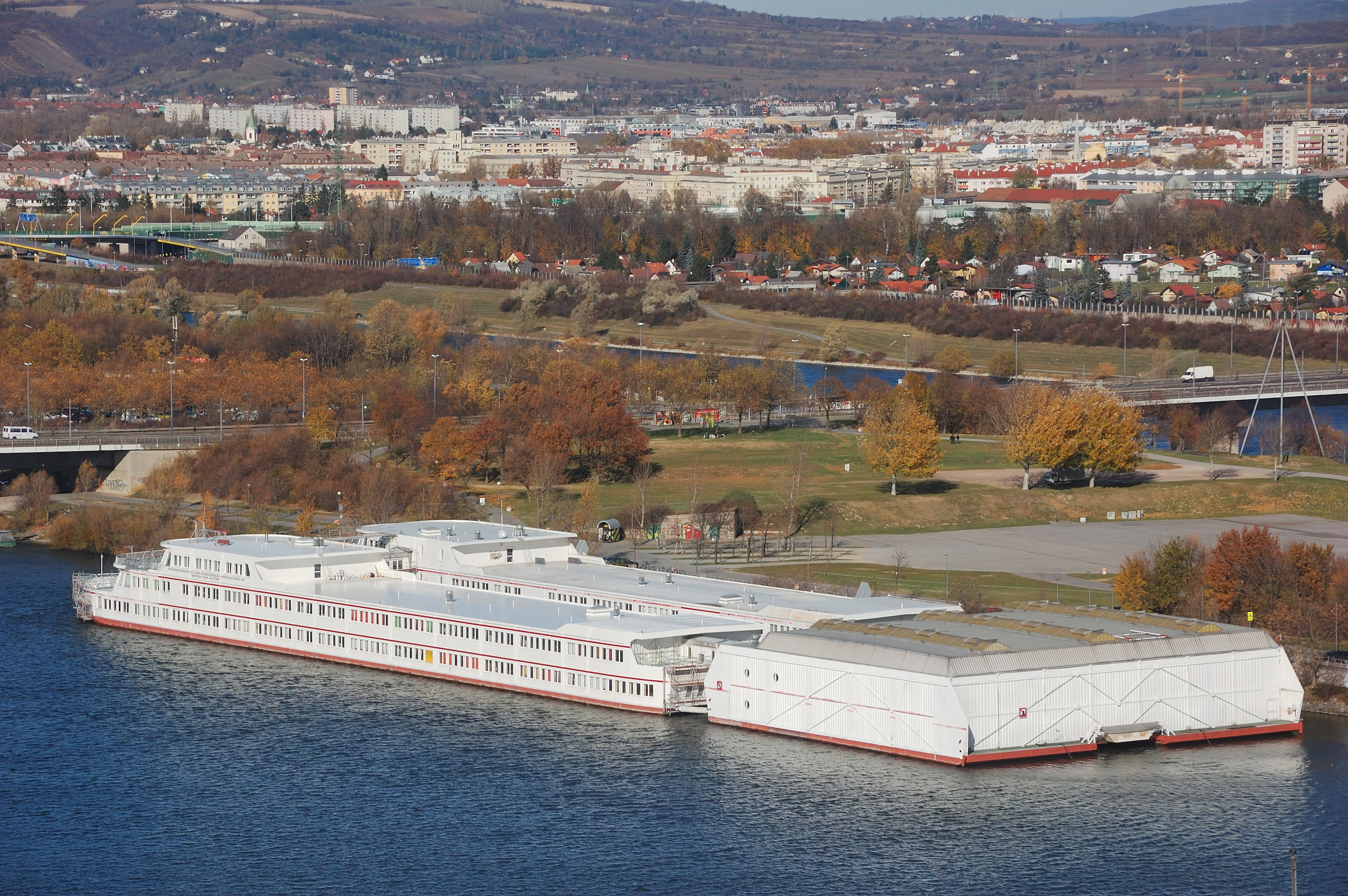
Das Schulschiff (Heckansicht)

Um den Ausfall der Sowjetunion als Auftraggeber zu kompensieren, stellte die ÖSWAG-Werft Korneuburg gemeinsam mit dem Österreichischen Institut für Schul- und Sportstättenbau und dem damaligen Raumreferat des Wiener Stadtschulrats Überlegungen an, ein Schiff als Schule zu konstruieren.
Die Idee der „schwimmenden Schule“ wurde am 14. Oktober 1991 von Bürgermeister Helmut Zilk der Öffentlichkeit präsentiert. Vorteile waren, dass es keine Probleme bei der Beschaffung des Bauplatzes gab und die Schule, falls sich die Bedarfslage ändern würde, auch verlegt werden könnte. Trotzdem gab es zahlreiche Skeptiker.
Im Kaufvertrag verpflichtete sich die Schiffswerft Korneuburg, mit Beginn des Schuljahres 1993/94 eine Allgemeinbildende Höhere Schule (AHS, siehe Schulsystem in Österreich) mit 36 Klassen zu liefern.
Trotz des Einsatzes der Arbeiter verzögerte die Vorbereitung der Schließung der Werft den Fertigstellungstermin, und so konnte die neue Schule am Donauinselplatz erst zu Ostern 1994 bezogen werden. Seitdem beherbergt sie 36 Klassen sowie die Verwaltungsräume, der Turnsaal befindet sich auf einem dritten Schwimmkörper, genutzt auch vom Universitätssportinstitut (USI) Wien.
In den Schuljahren 1994/95 und 1995/96 übersiedelte das Döblinger Gymnasium wegen der Generalsanierung des Schulgebäudes zur Gänze auf das Schulschiff.

## Kurioses
Der früher an Bord lebende Walter Wasserbauer kennt sowohl das Schulschiff als auch die Schüler so gut wie kein anderer. Er arbeitete als Rohrschlosser am Bau des Schulschiffs mit und war bis Mitte 2009 Schulwart.
Am 21. September 2001 wurde die 189 Meter lange „Bertha von Suttner“ von einem Schubverband gerammt und leicht beschädigt. Ein in Wasserhöhe befindlicher Riss in der Bordwand musste von der Berufsfeuerwehr Wien abgedichtet werden. Der verantwortliche Kapitän des Frachtschiffs beging Fahrerflucht.
Das Schiff ist zu Fuß nur von Floridsdorf aus erreichbar und zählt auch zu den Floridsdorfer Schulen. Geografisch gesehen befindet es sich (bis auf die Verankerungen am Kai) im 20. Wiener Gemeindebezirk Brigittenau, da dieser bis zum linken Ufer der Donau reicht, gehört jedoch andererseits zur Katastralgemeinde Floridsdorf, deren Grenze am rechten Donauufer verläuft und sich somit nach Brigittenau hinein erstreckt.